# خوسيه إدواردو غونزاليس نافاس
خوسيه إدواردو غونزاليس نافاس (بالإسبانية: José Eduardo González Navas)‏ هو نقابي واقتصادي وسياسي إسباني، ولد في 14 أبريل 1951 في إيورا في إسبانيا. حزبياً، نشط في حزب العمال الاشتراكي الإسباني (1974 – ) وحزب كاتالونيا الاشتراكي.

## مناصب
- انتخب عضو البرلمان الكاتالوني ‏ عن دائرة برشلونة [الإنجليزية]‏ وقد انضم خلال فترته النيابية  [لغات أخرى]‏ (23 مايو 1989 – 21 يناير 1992)  للكتلة البرلمانية حزب كاتالونيا الاشتراكي.
- في 1984 Catalan regional election [الإنجليزية]‏، انتخب عضو البرلمان الكاتالوني ‏ عن دائرة برشلونة [الإنجليزية]‏ وقد انضم خلال فترته النيابية  [لغات أخرى]‏ (17 مايو 1984 – 4 أبريل 1988)  للكتلة البرلمانية حزب كاتالونيا الاشتراكي.
- انتخب municipal councillor of Castellar del Vallès ‏ (14 يونيو 2003 – ).
- في الانتخابات المناطقية الكتلانية 1980 [الإنجليزية]‏، انتخب عضو البرلمان الكاتالوني ‏ عن دائرة برشلونة [الإنجليزية]‏ وقد انضم خلال فترته النيابية  [لغات أخرى]‏ (10 أبريل 1980 – 20 مارس 1984)  للكتلة البرلمانية Socialist Group ‏.